# Нерис, Хосе
Хосе Пабло Нерис Фегуэредо (исп. José Pablo Neris Figueredo; родился 13 марта 2000 года, Монтевидео) — уругвайский футболист, нападающий клуба «Альбион».

## Клубная карьера
Нерис — воспитанник столичного клуба «Ривер Плейт». 20 августа 2017 года в матче против столичного «Ливерпуля» он дебютировал в уругвайской Примере. 26 августа в поединке против «Бостон Ривер» Хосе забил свой первый гол за «Ривер Плейт».

## Международная карьера
В 2017 году Нерис в составе юношеской сборной Уругвая принял участие в юношеском чемпионат Южной Америки в Чили. На турнире он сыграл в матчах против команд Чили и Эквадора. В поединке против чилийцев Хосе забил гол.